# Goßmar (Sonnewalde)

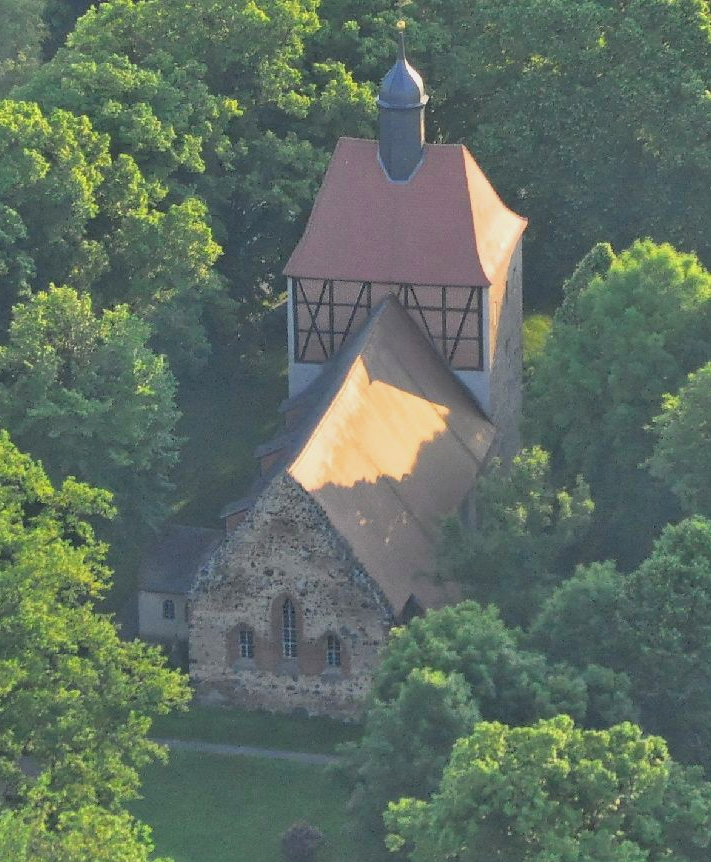
Goßmar Kirche (2013)

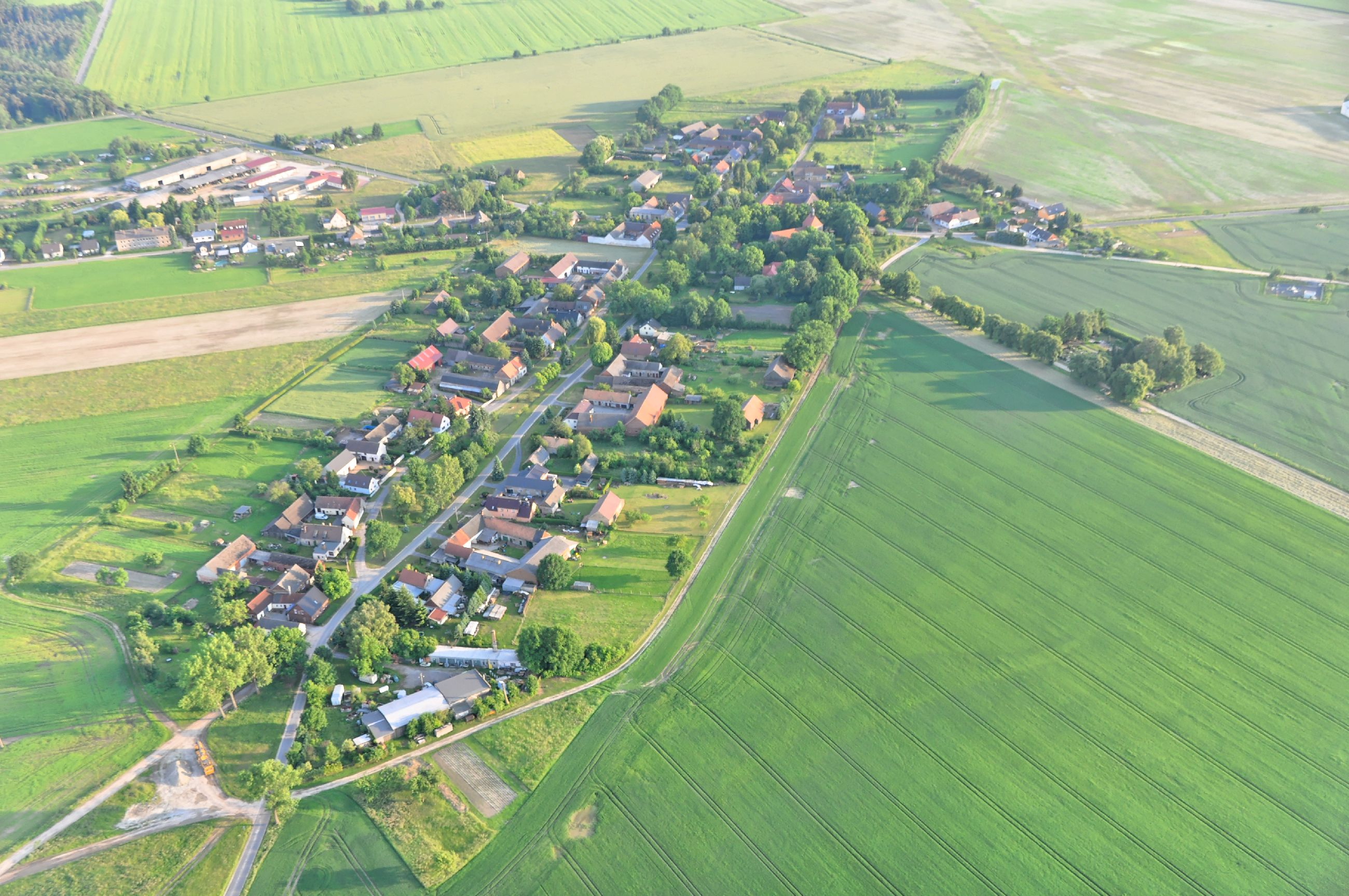
Luftbild von Goßmar (2013)

Goßmar (niedersorbisch Gósmar) ist ein Ortsteil der Stadt Sonnewalde im Landkreis Elbe-Elster in Brandenburg.

## Geschichte
In Goßmar wurde eine wertvolle altsorbische Liturgie aus dem zehnten Jahrhundert gefunden, die Goßmarer Handschrift. 1231 wurde das Dorf erstmals urkundlich erwähnt. Schon 1550 war im Ort ein Schulmeister (nachweisbar) tätig. Die Dorfkirche Goßmar ist eine der ältesten der Umgebung und wurde als Wehrkirche gebaut. Sie verfügt eine eigene Brunnenanlage. 2004 wurde das Dach der Dorfkirche erneuert.
Goßmar hatte Mitte des 19. Jahrhunderts eine Gesamtfläche von 2777 Morgen, zuzüglich dem Vorwerk mit 67 Morgen. Das Vorwerk trug seit dem 13. Oktober 1865 den Namen Clementinenhof. Am Ort selbst bestanden zeitgleich zwei Windmühlen und eine Ziegelei. Ort und Vorwerk gehörten schon damals zur Solms`schen Standesherrschaft Sonnewalde. Für den 3. Dezember 1867 sind für Goßmar 123 männliche Einwohner und 109 weibliche Einwohner nachweisbar. Davon waren 148 Einwohner ortsgebürtig. Für den Clementinenhof ist eine Gesamtzahl von 35 Einwohnern in den Statistiken. Ebenso ist eine Ziegelei am Rötpfuhl mit 8 Personen benannt, welche nicht als gesonderter Wohnplatz galt.
In der Ortsflur Goßmar bestand mit dem Clementinenhof ein nicht eigenständiges kreistagsfähiges Gut, ein gutsherrliches Vorwerk der Standesherrschaft Sonnewalde im Eigentum der Grafen zu Solms-Sonnnenwalde, in der Größe 1914 mit 425 ha ausgestattet. Dieses mittelgroße Gut wurde zuletzt von der briefadeligen Familie von Kuczkowski, vom Ursprung her eine westpreußische Adelsfamilie, bewirtschaftet. Die Adelsfamilie wurde vor Ort vertreten durch den Major d. R. Ignatz von Kuczkowski, ihm folgend als Erbe der Sohn Eberhard von Kuczkowski. Auch gehörten dem späteren Verleger Felix von Kuczkowski Anteile am Gut, respektive agierte als Pächter.
Im 20. Jahrhundert wurde der bis dahin im Südosten gelegene selbstständige Gutsbezirk Clementinenhof eingemeindet. Am 1. Mai 2002 wurde Goßmar durch Eingemeindung zum Ortsteil von Sonnewalde.
Früher war die Ortschaft dem Amt der Herrschaft Sonnenwalde im Sächsischen Kurkreis zugehörig, ging dann nach 1815 zum Landkreis Luckau, Regierungsbezirk Frankfurt/Provinz Brandenburg. Bis 1952 bestand die Provinz Brandenburg als Landesbehörde. Die Gemeinde gehörte folgend teils zum DDR-Kreis Luckau, bzw. zeitweilig zum Kreis Finsterwalde, vormals Bezirk Cottbus. Seit 1990 ist das Dorf Teil des wieder gegründeten Land Brandenburg.

## Geographie
Goßmar liegt im Südwesten der Niederlausitz, zirka zwei Kilometer östlich von Sonnewalde und nur ca. vierzehn Kilometer Luftlinie vom gleichnamigen Goßmar südlich von Luckau. Westlich des Ortes verläuft die Bundesstraße 96. Die nächste größere Stadt ist Finsterwalde, südlich der Ortschaft.

## Politik
Ortsvorsteher und gleichzeitig Vorsitzender des Ortsbeirates ist Conrad Schadock und der Ortsbeirat besteht aus drei Personen.